# Menzies (Australia)
Menzies è una città situata nella regione di Goldfields-Esperance, in Australia Occidentale; essa si trova 730 chilometri a est-nord-est di Perth ed è la sede della Contea di Menzies. Al censimento del 2006 contava 56 abitanti.